# Javadoc

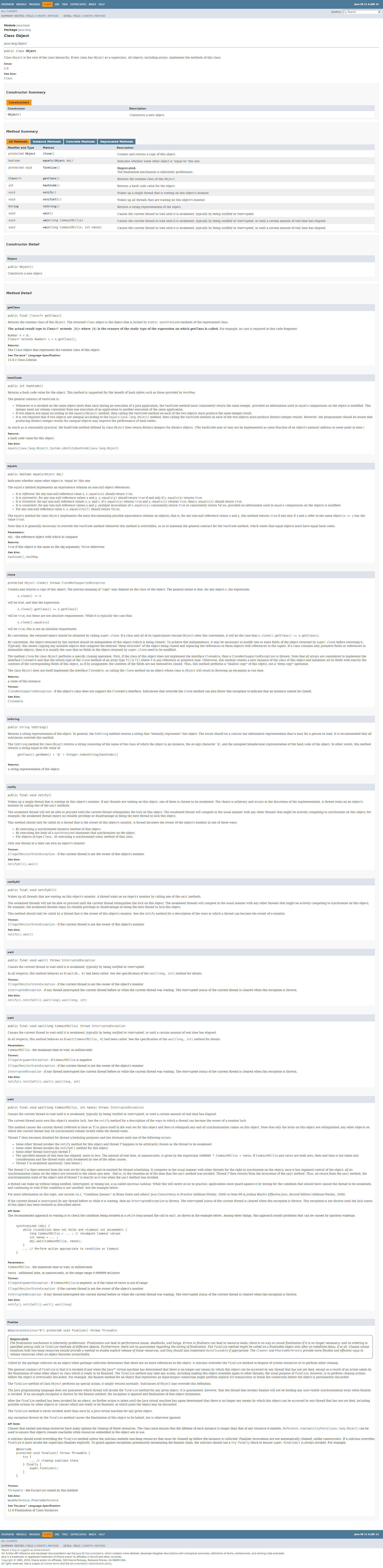

Javadoc ist ein Software-Dokumentationswerkzeug, das aus Java-Quelltexten automatisch HTML-Dokumentationsdateien erstellt. Javadoc wurde ebenso wie Java von Sun Microsystems entwickelt und ist ab Version 2 ein Bestandteil des Java Development Kits.
Die Dokumentation kann durch spezielle Kommentare im Quelltext angereichert werden, hierbei kommen Tags zum Einsatz, die dazu dienen, z. B. Interfaces, Klassen, Methoden und Felder näher zu beschreiben. Neben der Standardausgabe in HTML sind alternative Ausgaben durch spezielle Doclets möglich. Dies ist eine einfache Form des Literate programming.

## Funktionsweise
Javadoc erhält beim Aufruf Optionen mit Angaben über die zu dokumentierenden Java-Quelltexte. Javadoc parst die Quelltexte nach allen Javadoc-Kommentaren (beginnend mit /**) und den darauf folgenden, nicht-lokalen Symbolen. Jeder Javadoc-Kommentar wird nach darin enthaltenen Javadoc-Tags (beginnend mit @ oder {@) gescannt. Diese enthalten Metadaten mit dokumentativem Charakter über das jeweilige Symbol. Mit Hilfe sogenannter Taglets kann der bestehende Tag-Wortschatz von Javadoc erweitert werden. Das Doclet erzeugt anschließend die Ausgabe. Das Standard-Doclet erzeugt eine Ausgabe in HTML. Es existieren aber auch weitere Doclets, um die Dokumentation in anderen Formaten wie RTF, XML, PDF, FrameMaker, Windows Help und einigen mehr zu erzeugen.

### Beispiel-Quelltext
```
/**

 * Ein Hello-World-Programm in Java.

 * Dies ist ein Javadoc-Kommentar.

 *

 * @author John Doe

 * @version 1.0

 */

public
 
class
 
Hello
 
{

    
/**

     * Hauptprogramm.

     *

     * @param args Kommandozeilenparameter

     */

    
public
 
static
 
void
 
main
(
String
[]
 
args
)
 
{

        
System
.
out
.
println
(
"Hallo Welt!"
);

    
}

}

```

### Beispiel-Ausgabe
Ein Beispiel für die Ausgabe von Javadoc ist die Java-API-Dokumentation von Oracle (siehe Weblinks), die mit Hilfe von Javadoc erstellt wurde.

## Übersicht der Javadoc-Tags
| Tag und Parameter                                              | Ausgabe | Verwendung in                               | seit  |
| -------------------------------------------------------------- | --- | ------------------------------------------- | ----- |
| @author name                                                   | Beschreibt den Autor. | Klasse, Interface                           |       |
| @version version                                               | Erzeugt einen Versionseintrag. Maximal einmal pro Klasse oder Interface. Bei Verwendung eines Versionsverwaltungssystems wie z. B. CVS kann durch Verwendung eines von dessen Schlüsselwörtern der Eintrag automatisch aktuell gehalten werden: @version $Revision$ | Klasse, Interface                           |       |
| @since jdk-version                                             | Seit wann die Funktionalität existiert. | Klasse, Interface, Instanzvariable, Methode |       |
| @see reference                                                 | Erzeugt einen Link auf ein anderes Element der Dokumentation. | Klasse, Interface, Instanzvariable, Methode |       |
| @serial                                                        | Beschreibt die serialisierten Daten eines Serializable-Objekts. | Klasse                                      |       |
| @serialField                                                   | Dokumentiert ein Feld eines Serializable-Objekts. | Klasse, Methode                             |       |
| @param name description                                        | Parameterbeschreibung einer Methode. | Methode                                     |       |
| @return description                                            | Beschreibung des Rückgabewerts einer Methode. | Methode                                     |       |
| @exception classname description @throws classname description | Beschreibung einer Exception, die von dieser Methode geworfen werden kann. | Methode                                     |       |
| @deprecated description                                        | Beschreibt eine veraltete Methode, die nicht mehr verwendet werden sollte. Sollte ab Java 5.0 immer mit der @Deprecated-Annotation verwendet werden. | Methode                                     |       |
| {@inheritDoc}                                                  | Kopiert die Beschreibung aus der überschriebenen Methode. | Überschreibende Methode                     | 1.4.0 |
| {@link reference}                                              | Link zu einem anderen Symbol. | Klasse, Interface, Instanzvariable, Methode |       |
| {@linkPlain reference}                                         | Der Link wird in Standardtext statt in Quelltextzeichensatz angezeigt. | Klasse, Interface, Instanzvariable, Methode | 1.4.0 |
| {@value}                                                       | Gibt den Wert eines konstanten Feldes zurück. | Statisches Feld                             | 1.4.0 |
| {@docRoot}                                                     | Gibt den absoluten Pfad zum Hauptverzeichnis wieder. | Package, Klassen, Felder, Methoden          |       |
| {@code}                                                        | Formatiert Text buchstabengetreu mit dem Quelltextzeichensatz (entsprechend <code>) und unterdrückt die Interpretierung von beinhalteten HTML oder Javadoc-Tags. | Klasse, Interface, Instanzvariable, Methode | 5.0   |
| {@literal}                                                     | Kennzeichnet buchstabengetreuen Text und unterdrückt die Interpretierung von beinhalteten HTML oder Javadoc-Tags. | Klasse, Interface, Instanzvariable, Methode | 5.0   |

Um das Symbol „@“ zu verwenden, ohne ein Javadoc-Tag zu beginnen, kann der HTML-Zeichen-Code „&#064;“ verwendet werden. Dies ist beispielsweise nützlich, um in einem Code-Beispiel innerhalb eines Javadoc-Kommentars Annotationen zu verwenden, die wie ein Javadoc-Tag mit einem „@“ beginnen.

## Ähnliche Werkzeuge
- Doxygen
- Natural Docs
- PhpDocumentor
- Sphinx